# Pycnanthemum
Pycnanthemum  é um género botânico da família das Lamiáceas, nativo da América do Norte.

## Sinonímia
O género Pycnanthemum apresenta cinco sinônimos heterotípicos.
- Furera Adans., 1763
- Koellia Moench, 1794
- Brachystemum Michx., 1803
- Tullia Leavenw., 1830
- Pycnanthes Raf., 1838

## Espécies
Pycnanthemum possui quarenta espécies, mas apenas 19 têm nomes válidos.
- Pycnanthemum albescens
- Pycnanthemum beadlei
- Pycnanthemum californicum
- Pycnanthemum clinopodioides
- Pycnanthemum curvipes
- Pycnanthemum flexuosum
- Pycnanthemum floridanum
- Pycnanthemum incanum
- Pycnanthemum loomisii
- Pycnanthemum monotrichum
- Pycnanthemum montanum
- Pycnanthemum muticum
- Pycnanthemum nudum
- Pycnanthemum pycnanthemoides
- Pycnanthemum setosum
- Pycnanthemum tenuifolium
- Pycnanthemum torreyi
- Pycnanthemum verticillatum
- Pycnanthemum virginianum